# Arameos en Irak
Los arameos en Irak (arameo: ܣܘܪ̈ܝܝܐ ܕܥܝܪܩ) son un grupo étnico y una minoría indígena de habla aramea. Son cristianos y nativos del norte de Irak, y hablan variantes relacionadas del neoarameo nororiental.
Los arameos en otro tiempo formaron una gran minoría étnica en Irak y son indígenas del norte de Irak. Durante el ascenso del EI en Siria e Irak, la mayoría de los arameos huyeron de Irak. Durante las masacres de Simele, algunos se vieron obligados a migrar a países vecinos de Siria y unirse a otros arameos.
Junto con los arameos de otras patrias arameas como Siria, Líbano, Turquía e Irán, comparten con la diáspora aramea una identidad histórica y étnica común basada en tradiciones lingüísticas, culturales y religiosas comunes. Muchos arameos radicados en Estados Unidos tienen raíces en Irak.
En Irak también vive un número significativo de mandeos. Una minoría de ellos todavía habla mandeo, una variante del arameo. Los mandeos son un grupo etnorreligioso que son seguidores del mandeísmo. Los mandeos tienen raíces arameas.